# ID4星際重生
《ID4星際重生》（英語：Independence Day: Resurgence，或簡稱）是一部2016年美國科幻災難片，由羅蘭·艾默瑞奇執導，為1996年電影《ID4星際終結者》的續集。電影主演除了傑夫·高布倫、比爾·普曼、裘德·赫希、薇薇卡·A·福克斯和布倫特·斯派爾等人回歸出演自己的角色外，本集還新加入了連恩·漢斯沃、傑西·亞瑟、麥卡·門羅、莎拉·華德、夏綠蒂·甘絲柏、喬伊·金、Angelababy與威廉·菲德內爾。電影2016年6月24日在美國上映。

## 劇情
在外星人入侵二十年後，聯合國設立了地球太空防禦計劃（Earth Space Defense，ESD），利用外星人的科技進行逆向工程作為地球對地外威脅的早期預警系統。人類在戰勝外星人襲擊之後，文明已經恢復，各國之間相對和平，包括先前地襲擊的華盛頓特區在內的世界主要城市都通過融合技術進行了重建和現代化。在確立51区作為計劃總部後，ESD在月球、火星和土卫五都建立了太空防禦基地，以及在地球近地軌道內鋪設軌道防禦衛星群作為防禦未來入侵的防禦工事。
在入侵二十週年之際，ESD署長大衛·萊文森（David Levinson）與非洲國家翁布圖民族共和國（Republique Nationale d'Umbutu）的軍閥迪肯貝·翁布圖（Dikembe Umbutu）和凱瑟琳·瑪索（Catherine Marceaux）博士會面。他們前往一個完整的外星人驅逐艦，發現外星人的倖存者在失敗之前向他們的家鄉發出了一個求救訊號。據透露，美國前總統湯瑪斯·惠特摩，布拉奇斯·歐肯和翁布圖與外星人進行了心靈感應，他們經歷了個人的相遇，並且看到了一個不明的球形物體。
與此同時，該球形物體從地球月球附近的一個蟲洞出現，儘管萊文森反對，但卻被聯合國安理會的命令摧毀。違反命令的美國飛行員傑克·莫里森和查理·米勒與萊文森，瑪索，翁布圖和美國聯邦控制員弗洛伊德·羅森伯格在一個太空拖船中。他們前往范德格拉夫火山口的殘骸收回一個大容器。此時，一個外星母艦訊得知這個訊號後利用蟲洞直接穿越到地球銀河系，摧毀所有地球防禦系統後強行在北大西洋上空著陸進行鑽探，企圖吸收地核以摧毀地球。該太空拖船上也因外星母艦的入侵而陷入困境，但他們成功利用外星太空母艦的各項夾縫僥倖逃脫並返回51區。
湯瑪斯，萊文森和美國將軍約書亞·亞當斯的團體在戰爭中審訊51區監獄設施中被關押的其中一名外星人。從中得知該外星人種族存在真社會性，他們亦會以一頭大型女王作為指揮核心領導入侵。萊文森假設，如果他們殺死女王，該外星種族將停止鑽探並且撤退。由20年前炸毀太空船的軍人史蒂夫·希勒的繼子狄倫·杜布羅-希勒上尉領導的一支ESD空中艦隊試圖在該外星太空母艦並未反應的時候進行突襲，但反中母艦「甕中捉鱉」陷阱全軍覆沒，只有其中一支闖入母艦內部的小編隊的狄倫、傑克、查理和中國飛行員蕾恩·勞在戰機系統遭到母艦徹底凍結墜毀之前成功彈射逃生得以倖存。
在第51區，歐肯打開救出的集裝箱，釋出並喚醒一個巨大的白色虛擬智慧球體。她表示自己代表另一外星種族「第三種族」，同時稱呼正在入侵地球的外星種族為「收割者」，她的任務是救助各個被收割者種族消滅的生命族群，並建造武器與訓練其成為反抗軍合縱對抗收割者種族。在外星母艦上，狄倫、傑克、查理和勞設法成功奪取兩架收割者戰機逃出收割者母艦，並向51區指揮部傳出了收割者女王準備親自上陣截擊第三種族的消息。
知道收割者女王已經意識到第三種族智慧球體的存在，ESD把她藏在51區的中央隔離室當中充當誘餌，並使用裝滿炸藥的太空拖船潛入收割者女王的座艦中引爆將其炸死以結束戰爭，儘管收割者女王指揮的部隊在和51區的人類部隊正面對抗當中穩佔上風。自願擔任太空拖船駕駛員的湯瑪斯，在女兒派翠西亞·惠特莫（Patricia Whitmore）以及背後的ESD等人的掩護下成功趁亂闖入收割機女王座艦內部並以自殺性手段將女王座艦直接摧毀；然而收割者女王通過藉著自身龐大的外軀體所擁有的能量護盾保護下毫髮無損脫身，並利用外軀體所擁有的大型觸手以及武器全數擊落試圖攔截她的派翠西亞戰機編隊，即使駕駛收割者戰機的狄倫四人趕到支援，也遭到收割者女王操控戰機系統而成為掩護女王自己的「戰機屏障」之一，甚至成功突破重重封鎖奪走第三種族智能球體，狄倫四人利用戰機系統超載才脫離控制對收割者女王進行俯衝打擊作最後一搏，而收割者女王的能量屏障由於在先前與派翠西亞戰機編隊對決中超載剝離，並且失去武器無法快速抵抗下被狄倫等人的戰機連環轟擊擊毀了外軀體的維生系統，引致軀體剝離而死，成功拯救了幾乎被收割者母艦持續鑽探貫穿地心的地球。
隨著收割者女王的死亡，剩下的收割者種族集體斃命，而收割者母艦也撤出地球。歐肯博士揭示了戰後被回收的第三種族智慧球體要求人類領導第三種族的抵抗，並為他們提供了新的技術，準備在收割者的行星進行最後的反擊。

## 演員
| 演員                                   | 角色                                                     | 備註 |
| -------------------------------------- | -------------------------------------------------------- | --- |
| 連恩·漢斯沃 Liam Hemsworth             | 傑克·莫里森 Jake Morrison                                | 男主角。 |
| 傑夫·高布倫 Jeff Goldblum              | 大衛·萊文森 David Levinson                               | 男主角，於前作《ID4星際終結者》與史蒂芬·希勒一同擊退外星人的民族英雄，當時擔任技術分析員。於本作擔任聯合國地球太空防禦組織部長。                                                                           |
| 比爾·普曼 Bill Pullman                 | 湯瑪士·J·懷特莫 Thomas J. Whitmore                       | 前任美國總統，為美國空軍戰鬥機師出身，於《ID4星際終結者》中的最後1場反擊戰中擔任指揮官並在開戰前向全球發表了感人的獨立日宣言並被稱為民族英雄。於本作已卸任總統一職。                                       |
| 麥卡·門羅 Maika Monroe                 | 派翠西亞·懷特莫 Patricia Whitmore                        | 女主角，前任美國總統湯瑪士·J·懷特莫的女兒，於《ID4星際終結者》時仍為孩子，與後來擔任聯合國地球太空防禦組織上尉的狄倫·米勒為舊識。長大後於本作繼續留在白宮工作，為美國空軍中尉，同時為傑克·莫里森的未婚妻。 |
| 西拉·沃德 Sela Ward                    | 美國總統伊莉莎白·蘭福德 U.S. President Elizabeth Lanford | 現任美國總統。在收割者開始入侵行動後撤往夏延山綜合設施與各國元首進行會議，以及作為防禦行動的最終指揮官。                                                                                                   |
| 傑西·亞瑟 Jessie Usher                 | 狄倫·杜布羅-希勒 Dylan Dubrow-Hiller                     | 男主角，為前作《ID4星際終結者》的民族英雄史蒂芬·希勒的繼子，與童年時的派翠西亞·懷特莫為舊識。於本作擔任聯合國地球太空防禦組織上尉，同時為傑克·莫里森的同窗。                                               |
| 夏綠蒂·甘絲柏 Charlotte Gainsbourg     | 凱瑟琳·瑪索博士 Dr. Catherine Marceaux                   | |
| 喬伊·金 Joey King                      | 珊 Sam                                                   | |
| 裘德·赫希 Judd Hirsch                  | 朱利葉斯·萊文森 Julius Levinson                          | |
| Angelababy                             | 蕾恩·勞／勞美風 Rain Lao                                 | 中國籍飛官。 |
| 薇薇卡·福克斯 Vivica A. Fox            | 潔絲米妮·杜布羅-希勒 Jasmine Dubrow-Hiller               | 狄倫的母親。 |
| 布倫特·斯派爾 Brent Spiner             | 布拉奇斯·歐肯博士 Dr. Brakish Okun                       | 20年前因外星人攻擊而昏迷，於本作外星人回歸而甦醒。 |
| 威廉·菲德內爾 William Fichtner         | 約書亞·亞當斯將軍 General Joshua T. Adams                | 總統及內閣犧牲後繼任為總統。 |
| 道比·歐帕瑞 DeObia Oparei              | 迪肯貝·烏布杜 Dikembe Umbutu                             | |
| 吉本加·阿金納格貝 Gbenga Akinnagbe     | 馬太·塔維斯探員 Agent Matthew Travis                     | |
| 崔維斯·托普 Travis Tope                | 查理·米勒 Charlie Miller                                 | |
| 派翠克·聖埃斯普利特 Patrick St. Esprit | 國防部長利斯·丹拿 Reese Tanner                           | |
| 黃經漢 Ng Chin Han                     | 蔣·勞 Jiang Lao                                          | 月面基地指揮官。 |

## 發行
電影的發行日起初定於2015年7月3日；2013年11月12日，宣布改於2016年7月上映。2014年10月14日，福斯將日期提前至2016年6月24日。

### 評價
電影於2016年6月24日在美國上映，並獲得負面居多的評價，主要批評其不合理和力道不足的劇情、場面和轉折及非可能性的置入性行銷過多。爛番茄新鮮度30%，基於227條評論，平均分為4.4/10，Metacritic得分32，IMDB得分5.2，負面評價居多。多半批評角色過多且不突出，劇情薄弱混亂，更沒有上集所具備的角色情感重量以及家國情懷。

### 票房
在美國和加拿大，《ID4星際重生》與《絕鯊島》、《烈火邊境》共同上映競爭，預計能從首映週末獲得4500萬至6000萬美元的票房。美國首映週末票房收入為4160萬美元位居亞軍（冠軍為7320萬美元的《海底總動員2：多莉去哪兒？》），成績不如前集的5020萬美元。而票房在全球收入3.8億美元。
台灣方面，首週五天票房為新台幣1.25億元；次週票房累計至新台幣1.75億元；第三週票房累計至新台幣1.98億元；最終全台票房為新台幣2.03億元。
中國大陸方面，首周3天获得2.4亿人民币列第二位，次周取得2.05亿蝉联亚军，最终累计人民币5.02亿。
| 上一届： 《出神入化2》 | 2016年台灣週末票房冠軍 第26周 | 下一届： 《寵物當家》    |
| 上一届： 《出神入化2》 | 2016年台北週末票房冠軍 第26周 | 下一届： 《寵物當家》    |
| 上一届： 《非常盜2》   | 2016年香港一週票房冠軍 第25週 | 下一届： 《Pet Pet當家》 |

## 潛在續集
在艾默瑞奇受《帝國雜誌》採訪時，透露假設第二集能夠成功，那就有推出第三部電影的可能。他還表示第三部電影的執導決不假手於人，但及後就沒有進一步消息。

## 外部連結
- FoxMovies.com（英文）
- 互联网电影数据库（IMDb）上《ID4星際重生》的资料（英文）
- 爛番茄上《ID4星際重生》的資料（英文）
- Metacritic上《ID4星際重生》的資料（英文）
- Box Office Mojo上《ID4星際重生》的資料（英文）
- AllMovie上《ID4星際重生》的资料（英文）
- 開眼電影網上《ID4星際重生》的資料（繁體中文）
- 时光网上《ID4星際重生》的資料（简体中文）
- 豆瓣电影上《ID4星際重生》的資料 （简体中文）